# Freida McFadden
Pour les articles homonymes, voir McFadden.
Freida McFadden (née le 1er mai 1980) est une écrivaine et médecin praticien américaine, spécialisée dans les lésions cérébrales. Elle est l'auteure sous ce pseudonyme de plusieurs best sellers, des thrillers psychologiques ou se déroulant dans le monde médical.

## Biographie
Originaire de New York, Freida McFadden grandit à Manhattan, dans une famille dont le père est psychiatre et la mère podologue. Elle étudie à l’université Harvard. Elle pratique la médecine dans la région de Boston. Elle publie en 2013 à compte d'auteur son premier livre sur Amazon KDP, The Devil Wears Scrubs, un roman autobiographique et humoristique sur sa vie en tant qu'interne de médecine, exploitée et humiliée par un supérieur hiérarchique dominateur.
Après 10 ans de publications à compte d'auteur avec cinq livres, elle est repérée par une maison d'édition numérique qui lui propose de publier l'un de ses livres. Elle leur confie un roman rédigé en 2019, The Housemaid, qu'elle hésitait à faire paraître en raison de son côté un peu sombre. Celui-ci, publié en 2022, et traduit en français sous le titre La Femme de ménage, devient un best-seller international. Une adaptation cinématographique du livre est prévue par Rebecca Sonnenshine, scénariste chez Lionsgate et les producteurs de Hidden Pictures, Todd Lieberman (en) et Alex Young (en),.
À la suite de ce succès, elle conclut un accord avec Poisoned Pen Press, qui publie ses œuvres au format papier et lui laisse les droits d'exploitation de leurs parutions numériques.

## Réception
Freida McFadden bénéficie assez rapidement d'un réseau de fans pour ses publications électroniques. À compter de sa première publication à compte d'éditeur, sa popularité lui vaut un afflux de demandes d'interviews et de participation à des événements, qu'elle refuse en général, ne se sentant pas à l'aise avec cette notoriété.
Le succès populaire de The Housemaid, vendu à plus de deux millions d'exemplaires, et de ses autres romans (3 millions d'exemplaires en tout au format papier, et 3,6 millions d'exemplaires, selon ses estimations, aux formats électronique et audio), lui vaut quelques critiques aux États-Unis, où certains jugent ses romans stéréotypés et surestimés.
En France, son roman Les Secrets de la femme de ménage, publié en livre de poche aux éditions J'ai lu, se classe 10e des livres les plus vendus en 2024 trois mois après sa parution, avec 296 778 exemplaires écoulés.

## Œuvres

### SérieDr. Jane McGill
1. (en) The Devil Wears Scrubs, 2013
2. (en) The Devil You Know, 2017

### SériePrescription: Murder
1. (en) Suicide Med, 2014Une version revue est éditée en 2024 sous le titre Dead Med
2. (en) Brain Damage, 2016

### SérieLa Femme de ménage
1. La Femme de ménage, City, 2023 ((en) The Housemaid, 2022), trad. Karine Forestier  (ISBN 978-2-8246-3716-7)
2. Les Secrets de la femme de ménage, City, 2023 ((en) The Housemaid's Secret, 2023), trad. Karine Forestier  (ISBN 978-2-8246-2274-3)

2,5 La femme de ménage se marie, City ((en) The Housemaid's Wedding, 2024)  (ISBN 978-2-8246-2942-1)
1. La femme de ménage voit tout, City, 2024 ((en) The Housemaid Is Watching, 2024), trad. Karine Forestier  (ISBN 978-2-8246-2757-1)

### Romans indépendants
- (en) The Surrogate Mother, 2018
- (en) The Ex, 2019
- (en) The Perfect Son, 2019
- (en) The Wife Upstairs, 2020
- (en) One By One, 2020
- (en) Want to Know a Secret?, 2021
- (en) The Locked Door, 2021
- (en) Do Not Disturb, 2021
- (en) Do You Remember?, 2022
- (en) The Inmate, 2022
- La Psy, City, 2024 ((en) Never Lie, 2022), trad. Karine Forestier  (ISBN 978-2-8246-3887-4)
- (en) The Gift, 2022
- (en) Ward D, 2023
- (en) The Coworker, 2023
- La Prof, City, 2025 ((en) The Teacher, 2024)
- (en) The Widow's Husband's Secret Lie : A Satirical Novella, 2024
- Le Boyfriend, City, 2025 ((en) The Boyfriend, 2024), 448 p.  (ISBN 978-2-8246-27151)À paraître le 8 octobre 2025
- (en) The Crash, 2025

## Récompenses
Freida McFadden a reçu plusieurs distinctions, dont le prix des International Thriller Writers Awards (en) en 2023 pour The Housemaid, ainsi qu'un prix Goodreads Choice Awards pour The Housemaid's Secret.

## Vie privée
Freida McFadden vit à l’extérieur de Boston avec sa famille, qui se compose de son mari, ingénieur, de leurs deux enfants âgés de 13 et 17 ans (en juillet 2024) et de leur chat Ivy.